# 科学新興新社
科学新興新社（かがくしんこうしんしゃ）は高校数学の参考書の発行を中心とした出版社である。販売元となっていたフォーラム・Aは、2025年2月1日に清風堂書店に吸収合併された。

## モノグラフ

### モノグラフ新書
全20巻で、当時は「演習 外国の問題(II)」などを含み、必ずしも受験に特化した仕様ではなかったとみられる。
1. 演習 客観テスト 数I
2. 演習 行列
3. 演習 図形と式
4. 演習 3角関数
5. 演習 図形とベクトル
6. 演習 数列と級数
7. 演習 微分方程式
8. 演習 整数
9. 演習 不等式
10. 演習 微積分〈I〉
11. 演習 微積分〈II〉
12. 演習 外国の問題〈I〉[5]
13. 演習 方程式
14. 演習 最大・最小問題
15. 演習 不能問題
16. 演習 外国の問題〈II〉
17. 演習 外国の問題〈III〉

ほか3冊

### 2-3訂版
1960年代は全24巻セットで考案されたため、24巻目が「公式集」であり、続けて25巻目として「新選数値表」が刊行された。これが2訂版である。その後、1973年に学習指導要領の大規模な改訂を受け、全34巻のシリーズの3訂版になった。当初は25巻目は「数表」(改訂版)だったが、公式集の末尾に加えるためにカットされ、後に「平面図形」に差し替えられている、更には足りない項目を26番目から後に継ぎ足していったために、単元順ではなく、加えた順番にナンバリングがなされている。
1. 漸化式
2. 不等式
3. ベクトル
4. 3角関数
5. 最大と最小
6. 対数関数
7. 恒等式
8. 微分方程式
9. 数学史
10. 写像
11. 微分の諸定理
12. 融合問題
13. 複素数
14. 軌跡と領域
15. 幾何学
16. 集合と論理
17. 方程式の理論と解法
18. 順列・組合せと確率
19. 数列と級数
20. 整数
21. 図形と方程式
22. 積分
23. 確率と統計
24. 公式集
25. 平面図形
26. 1次変換と行列
27. 線形計画法
28. 在庫の問題
29. 電卓と数学
30. 集合と論理
31. 空間図形
32. 記号と演算
33. 数の話
34. 微分

### 4-5訂版
4訂版で、はじめて1巻から順番に学習できる仕様になった。1983年に行われた学習指導要領の改訂を受けて、1988年からの4訂時にかなりの巻数が削減され、一部の巻は統合されて、全26巻となった。矢野健太郎没後は改訂がない。ナンバリングは2010年から2012年に行われた5訂以降、行われていない。ここでは1991年当時のナンバリングを付して置く。改訂時に「学習指導要領外の内容は削除」という方針で、写像や恒等式などの分冊はカットされたものの、「幾何学・発見的研究法」は削除されなかった。
1. 式の計算
2. 整数
3. 方程式
4. 不等式
5. 関数
6. 図形と方程式
7. ベクトル
8. 行列
9. 複素数
10. 軌跡と領域
11. 空間図形
12. 指数・対数関数
13. 3角関数
14. 数列
15. 漸化式
16. 微積分
17. 最大と最小
18. 微分
19. 積分
20. 微分方程式
21. 確率
22. 統計
23. 平面図形
24. 公式集
25. 数学史
26. 幾何学・発見的研究法